# Різжак кактусовий
Різжа́к кактусовий (Campylorhynchus brunneicapillus) — вид горобцеподібних птахів родини воловоочкових (Troglodytidae). Мешкає в Сполучених Штатах Америки і Мексиці. Є офіційним символом штату Аризона.

## Опис

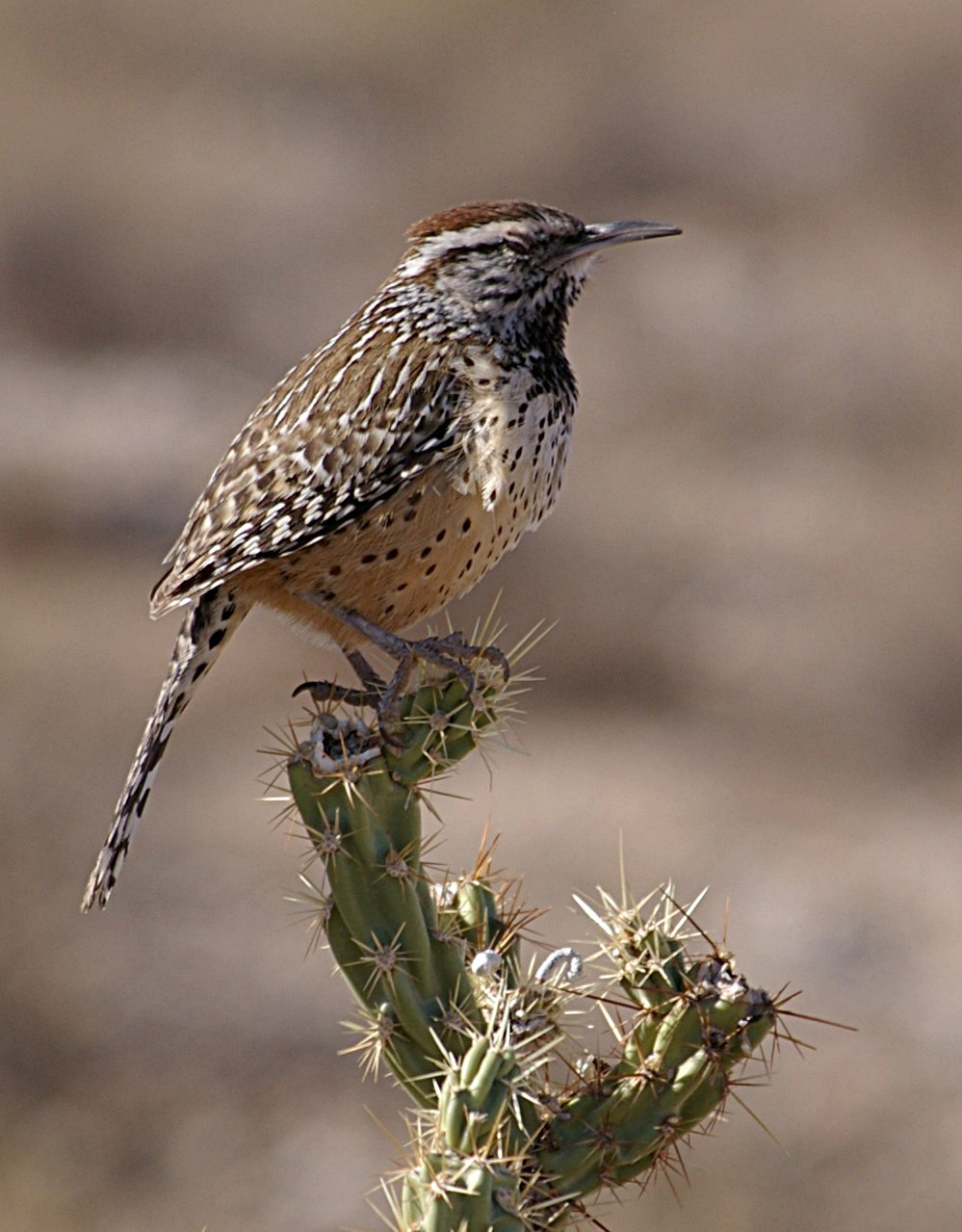
Кактусовий різжак (Фінікс, штат Аризона, США)

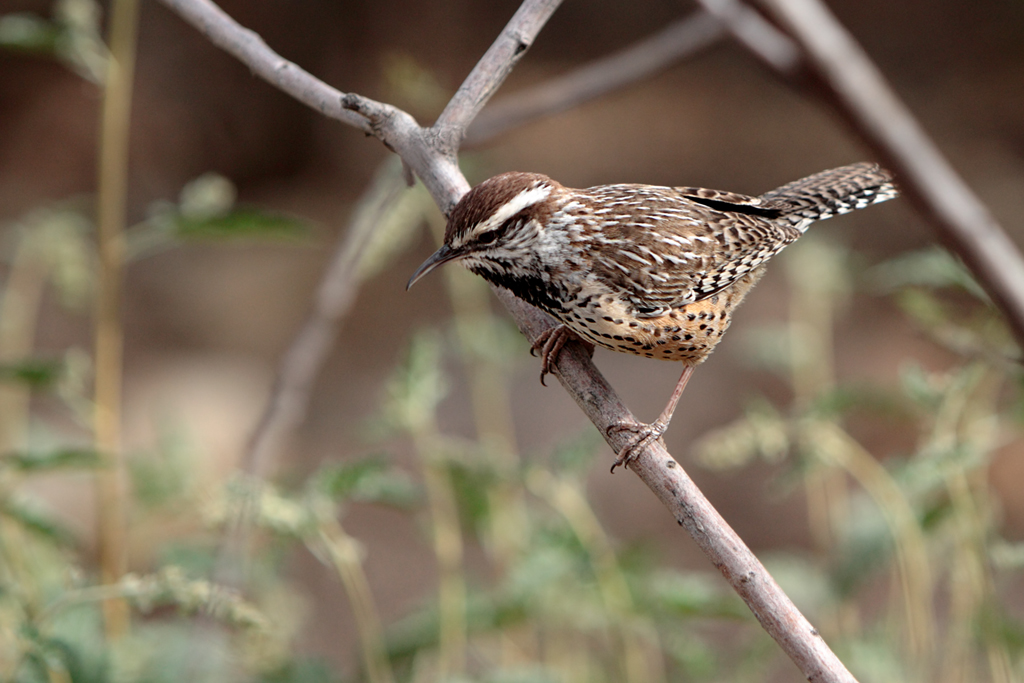
Кактусовий різжак

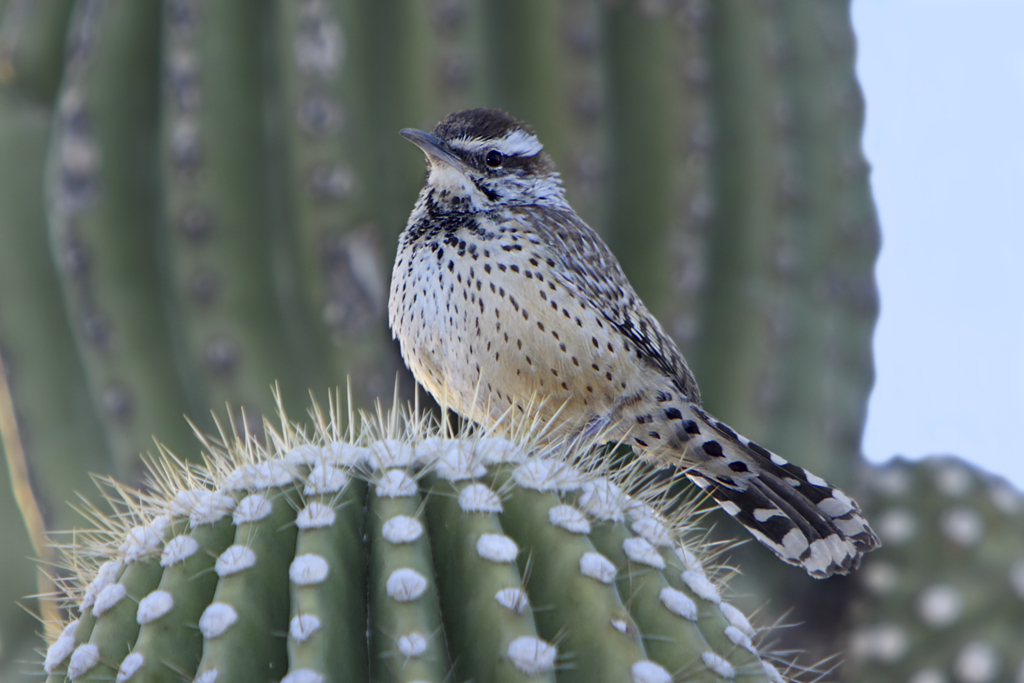
Кактусовий різжак

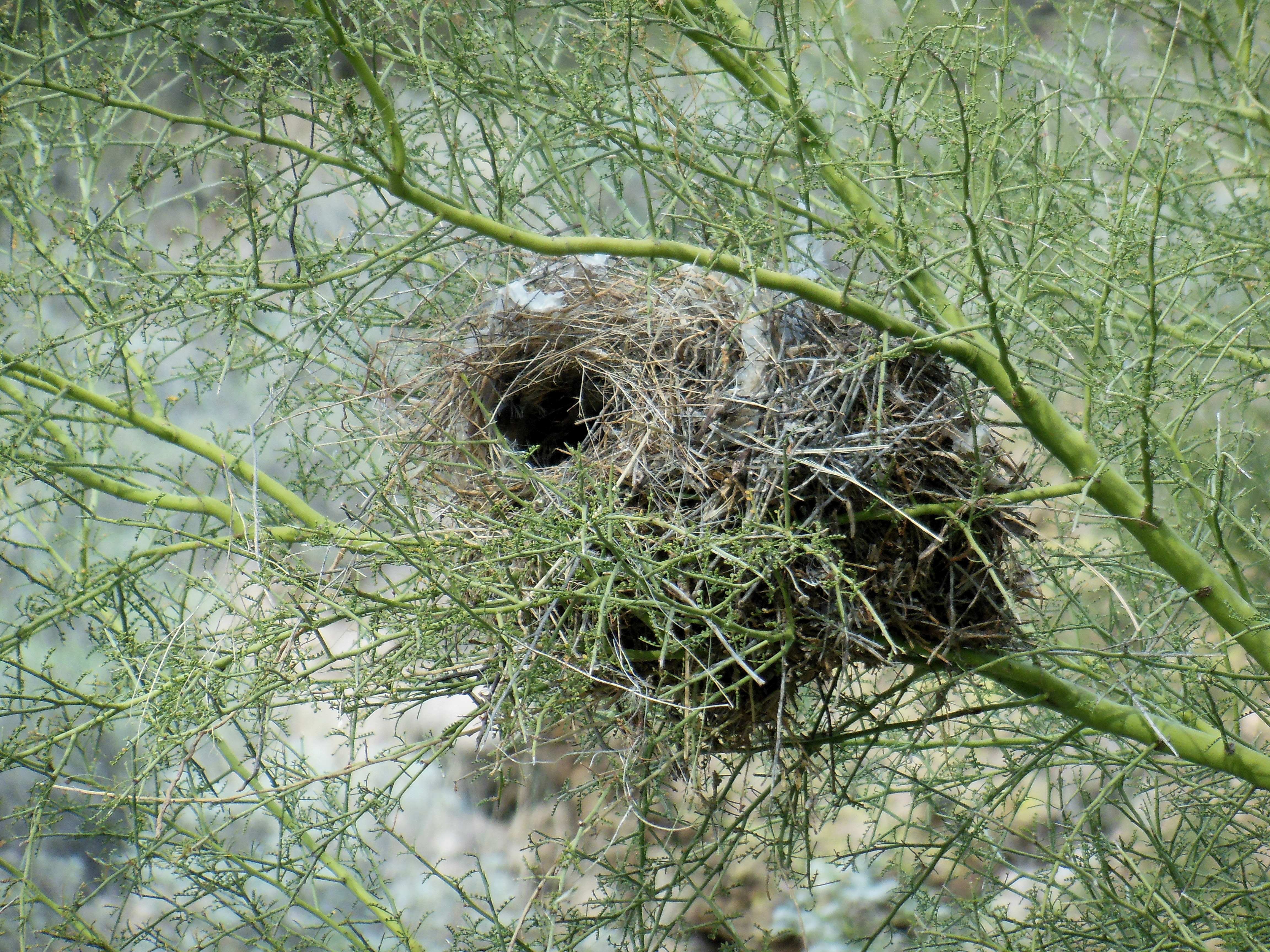
Гніздо кактусового різжака

Довжина птаха становить 18-22 см, розхмах крил 20-30 см, вага 33,4-46,9 г, в середньому 38,9 г. Забарвлення переважно коричнневе, поцятковане білими плямками. Верхня частина голови шоколадно-коричневі зі світло-рудуватим відтінком. Над очима помітні білуваті "брови", через очі ідуть коричневі смуги. Підборіддя біле, горло чорнувате. Груди білі, поцятковані коричневими або чорними плямками, живіт переважно білий, поцяткований кількома коричневими або чорними смугами. Боки кремові або світлоохристі, поцятковані чорно-коричневими плямами. Спина і надхївістя сірувато-коричневі, поцятковані білими і чорними смугами.
Махові пера смугасті, білувато-чорні. Хвіст довгий, на кінці округлий, складається з 12 стернових пер. Стернові пера смугасті, поцятковані коричнювато-чорними і блідо-сірувато-коричневими смугами. Крайні стернові пера мають білі кінчики. На нижній стороні стернових пер є біла смуга, помітна в польоті. Очі червоні або червонувато-карі. Дзьоб великий, міцний, вигнутий, тьмяно-чорний, знизу блідо-сіруватий. Лапи коричневі або рожевувато-коричневі.
Виду не притаманний статевий диморфізм. Забарвлення молодих птахів блідіше, ніж у дорослих птахів, чорні смуги на грудях у них менш виражені, а колір очей варіюється від тьмяно-сірого до червонувато-карого. 
У представників підвиду C. b. sandiegensis рудий відтінок в оперенні менш виражений. У представників підвиду C. b. bryanti на надхвісті і плечах є помітні білі плями, а верхня частина тіла у них загалом більш темно-коричнева, ніж у представників номінативного підвиду. У представників підвиду C. b. affinis нижня частина тіла блідіша, а плям на ній менше, ніж у представників номінативного підвиду. У представників підвиду C. b. seri нижня частина тіла менш коричнева, а плями на животі більші. Представники підвиду C. b. couesi мають більші розміри, а нижня частина тіла у них світліша. Представники підвиду C. b. brunneicapillus вирізняються повністю білим підборіддям. Представники підвиду C. b. guttatus мають більш тьмяне і більш сіре забарвлення, ніж у представників номінативного підвиду, а на верхній частині тіла у них є помітні білі плями.

## Підвиди
Виділяють сім підвидів:
- C. b. sandiegensis Rea, 1986 — південний захід Каліфорнії (округ Сан-Дієго) і північний захід Баха-Каліфорнії[13];
- C. b. bryanti (Anthony, 1894) — західне узбережжя Баха-Каліфорнії (між 31° і 29° пн. ш.);
- C. b. affinis Xántus, J, 1860 — центр і південь Каліфорнійського півострова;
- C. b. seri (Van Rossem, 1932) — острів Тібурон в Каліфорнійській затоці[14];
- C. b. couesi Sharpe, 1882 — південний захід США (від південного сходу Каліфорнії до центрального і південного Техасу) і північ Мексики (Сонора, Чіуауа, крайня північ Тамауліпасу);
- C. b. brunneicapillus (Lafresnaye, 1835) — північний захід Мексики (від центральної Сонори до північного Сіналоа);
- C. b. guttatus (Gould, 1837) — центральний і південний Техас, Мексиканське нагір'я.

## Поширення і екологія
Кактусові різжаки живуть в посушливих, напівпустельних місцевостях, порослих кактусами, зокрема в пустелях Сонора і Чіуауа. В Каліфорнії вони зустрічаються на висоті до 600 м над рівнем моря, місцями на висоті до 950 м над рівнем моря, в Аризоні на висоті до 1400 м над рівнем моря, в Техасі на висоті до 1800 м над рівнем моря, в Мексиці на висоті до 2200 м над рівнем моря.
Кактусові різжаки зустрічаються парами або сімейними зграйками. Більшу частину часу вони проводять на землі, де шукають комах. Також вони живляться насінням, плодами, нектаром і навіть дрібними плазунами. Птахи починають шукають їжу вранці, а в середні дня вони багато часу проводять в тіні, ховаючись від сонця. Кактусові різжаки отримують всю необхідну вологу разом з їжею, зокрема з плодами кактусів. Іноді вони п'ють кактусовий сок з отворів, зроблених каліфорнійськими гілами. Також ці птахи п'ють нектар з квітів сагуаро і поїдають комах, які потрапили в пастку в квітці, беручи при цьому участь в її запиленні. Батьки годують пташенят цілими комахами, іноді позбавляючи їх лапок або крилець. Дослідження показало, що за добу пташенятам необхідно з'їдати близько 15 коників середнього розміру.
Кактусові різжаки є моногамними, територіальними птахами. Вони ведуть осілий спосіб життя. Птахи захищають гніздову територію, площа якої становить від 1,3 до 1,9 га, протягом всього року. Вони гнізгдяться на кактусах, зокрема на циліндропунціях, опунціях і сагуаро. Гніздо має кулеподібну форму, розміром 18×30 см, робиться з трави, гілочок, пір'я та іншого матеріалу, встелюється пір'ям і пухом, розміщується на висоті 1-3 м над землею. вузький трубкоподібний вхід довжиною 15 см веде до гніздової камери. Вхід до гнізда часто орієнтується таким чином, щоб панівні вітри охолоджували його. Гніздо будується протягом 1-6 днів, зазвичай 2,7 днів. Часто птахи будують кілька гнізд, які використовуються під час наступних спроб гніздування.
Гніздування у кактусових різжаків зазвичай починається в березні. При сприятливих умовах гніздування може початися вже в січні, а в горах початок гніздування починається пізніше, ніж зазвичай. В кладці зазхвичай 3-4 білих або блідо-рожевуватих яйця, поцяткованих коричневими плямками, розміром 23×17 мм, вагою 3,57 г. Інкубаційний період триває 16 днів, насиджують лише самиці. Пташенята покидаюють гніздо через 30-50 днів після вилуплення. Вони деякий час можуть залишаитися на батьківській території, однак покидають її до наступного серзону розмножнення. Пташенята можуть допомагати датькам у догляді за новими пташенятами. За сезон може вилупитися 2-3 виводки.

## Збереження
МСОП класифікує цей вид як такий, що не потребує особливих заходів зі збереження. За оцінками дослідників, станом на 2019 рік популяція кактусових різжаків становила 8,5 мільйонів дорослих птахів.